# Chrysops unizona
Chrysops unizona är en tvåvingeart som först beskrevs av Szilady 1926.  Chrysops unizona ingår i släktet Chrysops och familjen bromsar. Inga underarter finns listade i Catalogue of Life.